# Thoracostoma vallini
Thoracostoma vallini är en rundmaskart som beskrevs av Allgen 1928. Thoracostoma vallini ingår i släktet Thoracostoma och familjen Leptosomatidae. Inga underarter finns listade i Catalogue of Life.